# 한화에너지
한화에너지주식회사(Hanwha Energy Corporation)는 2007년 12월 설립된 여수열병합발전주식회사와 군장열병합발전주식회사를 합병하여, 2012년에 출범한 회사이다. 산업단지 내에서 열병합발전을 통해 열과 전기를 공급하는 산업단지 집단에너지사업과 해외 태양광 발전사업을 두 개의 큰 축으로 하는 발전사업자로, Global Energy Solutions Provider를 표방한다.
본사는 2022년 현재 세종특별자치시 한누리대로 411, KT&G세종타워(어진동)에 위치하고 있으며, 여수와 군산에 열병합발전소를, 미국, 호주, 일본, 스페인, 베트남, 싱가포르 등에 해외법인과 사업장을 보유하고 있다.

## 주요사업
2007년부터 여수국가산업단지와 군산국가산업단지에서 열과 전기를 생산, 공급하는 집단에너지사업을 영위하고 있다.
2014년부터는 해외 태양광사업에 진출하였고, 2019년에는 해외 전력 리테일 사업에 진출하였다.
2020년에는 세계 최대 부생수소 연료전지발전소(50MW)인 대산그린에너지를 준공하여 상업생산에 들어갔다.

## 실적
2022년 연결기준 매출 39,266억원, 영업이익 1,407억원

## CEO
이재규

## 연혁
- 2007.12 여수열병합발전 및 군장열병합발전 설립
- 2012.11 한화에너지 출범(여수 및 군장열병합발전 합병)
- 2014.09 해외 태양광 사업 진출
- 2017.01 본사를 서울특별시 중구 청계천로에서 세종특별자치시 한누리대로로 이전.
- 2019.07 해외 전력 리테일 사업 진출
- 2019.09 해외 ESS 사업 착공
- 2020.06 대산그린에너지(연료전지발전소) 준공
- 2021.01 프랑스 토탈과 미국 신재생 에너지 합작회사 설립
- 2021.10 에이치솔루션과 합병
- 2022.03 태양광 운영관리 부문을 태양광운영관리 주식회사(한화컨버전스)로 분할
- 2024.10 한화컨버전스 흡수합병

## 본사 및 지점 현황
- 본사: 세종특별자치시 한누리대로 411 (어진동, KT&G세종타워)
- 여수공장: 전라남도 여수시 산단중앙로 145 (화치동)
- 군산공장: 전북특별자치도 군산시 외항로 1222 (비응도동)